# Distretto di Karasu
Il distretto di Karasu (in turco Karasu ilçesi) è uno dei distretti della provincia di Sakarya, in Turchia.